# Kammerorchester Unter den Linden
Das Kammerorchester Unter den Linden (KUDL) ist ein 1990 in Berlin gegründetes freies professionelles Ensemble aus Berliner Musikern. Das Orchester arbeitet unter der künstlerischen Leitung des Dirigenten, Komponisten und Musikpädagogen Andreas Peer Kähler und spielt jährlich über 100 Konzerte mit einem breiten Repertoire, das die unterschiedlichsten musikalischen Richtungen umfasst.

## Gründung
Das Kammerorchester Unter den Linden wurde 1990 in Berlin gegründet. Es ist auf musikalische Kinder-, Jugend- und Familienkonzerte spezialisiert und tritt mit etwa 25 Programmen im Berliner Raum, auf Festivals und auf Gastspielen im In- und Ausland auf.

## Spielstätten
Das Kammerorchester Unter den Linden unterhält neben zahlreichen Festivalauftritten und Schülerkonzerten zwei Familienkonzert-Reihen im Kammermusiksaal der Berliner Philharmonie und im Rudolf-Steiner-Haus Dahlem. Im Rahmen des Projektes „Cool School Symphony“ verbringen Kähler und das Orchester regelmäßig mehrere Wochen an Berliner Grundschulen, um mit den Kindern eine Aufführung einzustudieren.